# 泉屋博古館

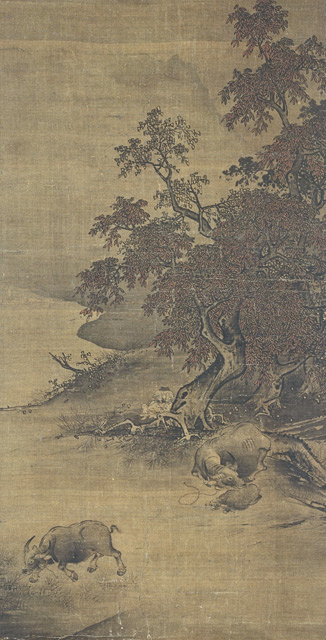
秋野牧牛図

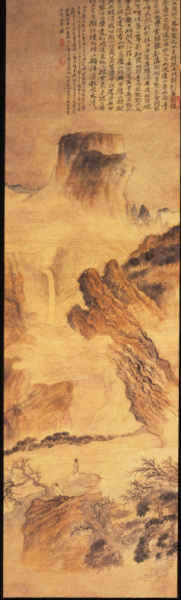
石濤 廬山観瀑図

泉屋博古館（せんおくはくこかん）は、京都市左京区鹿ヶ谷（ししがたに）にある、東洋美術が中心の美術館。住友家寄贈の中国古代青銅器を中心に保存公開、運営は公益財団法人泉屋博古館。東京都港区六本木に分館があり、2021年4月より館名を「泉屋博古館東京」に変更した。

## 概要
財団法人泉屋博古館は、住友家の美術コレクション、特に中国古代青銅器を保存公開するための機関として昭和35年（1960）に設立された。名前の由来は、江戸時代の住友家の屋号「泉屋」と、中国の宋時代に皇帝の命により編集された青銅器図録『博古図録』である。この名称がいつから使われたかは不明だが、旧銅器庫の正面上に西園寺公望揮毫の「泉屋博古」額が架けられており、少なくとも旧銅器庫が竣工した昭和初期には使われていたとわかる。平成14年（2002）には、別子銅山開坑300年記念事業の一環として、東京都港区六本木の泉ガーデン（泉ガーデンタワーなどからなる再開発地区）内に分館が開館した。
収蔵品は、住友家第15代当主住友吉左衞門（1864－1926）が収集した中国古代青銅器や鏡鑑、書画、文房具と、その長男の住友寛一（1896－1956）が収集した中国明清代の絵画、第16代当主住友吉左衞門（1909－1993）が蒐集した洋画、また江戸時代から住友家に伝来したも屏風などのコレクションが中心である。所蔵総数は国宝2件、重要文化財19件、重要美術品60件を含む約3500件で、中国の殷（商）・周時代を中心とした青銅器、日本・中国の銅鏡、仏像、明・清時代を中心とした中国書画などが名高い。1910年に住友邸で蒐集品を見学したドイツ人・東洋美術研究家のフリーダ・フィッシャーは「世界中の大富豪が束になったとしても、住友コレクションを凌駕することは到底無理だろう」
と圧倒された様子を綴っている。

## 主な収蔵品

### 国宝
- 絹本著色秋野牧牛図 - 中国南宋時代の絵画。無款だが、古くより筆者は孝宗時代の宮廷画家・閻次平とされてきた。しかし、辺角的な構図などに馬遠・夏珪ら時代が下がる絵師の様式に近い点が認められ、実際は閻次平より多少時期が遅れる作と考えられる。付属する相阿弥や松屋久充らの書付から、元は足利将軍家にあった東山御物で、その後村田珠光や松屋など数寄者の元を転々としたことがわかる。
- 線刻釈迦三尊等鏡像 - 12世紀平安時代の銅鏡。八稜形をした鏡面に、線刻で釈迦三尊ほかの諸仏を表したもの。線刻は濃淡や深浅の抑揚があって絵画的な趣きがあり、表現は平安末期から鎌倉初期の白描図像に近い。

### 重要文化財
日本絵画
- 紙本著色源信明像（佐竹本三十六歌仙絵切）
- 紙本著色藤原兼輔像（上畳本三十六歌仙絵切）
- 紙本著色是害坊絵巻
- 紙本墨画布袋図 黙庵筆 月江正印賛

中国・朝鮮絵画
- 絹本著色廬山観瀑図 石濤筆
- 紙本著色黄山図 石濤筆
- 紙本著色黄山八勝図 石濤筆
- 紙本墨画淡彩山水花鳥図（安晩帖） 八大山人筆
- 絹本著色楊柳観音像 徐九方筆 至治三年〔高麗忠粛王八年〕（1323年）六月の年記がある高麗仏画

彫刻
- 木造阿弥陀如来坐像（大治5年（1130年）、平安時代）
- 銅造弥勒仏立像 光背裏面に「大魏太和廿二年」の銘がある（北魏時代、498年）

工芸品
- 葆光彩磁珍果文花瓶（ほこうさいじ ちんかもん かびん）（板谷波山作、1917年）（東京分館保管）

考古資料
- 山城国久世郡久津川車塚古墳出土鏡 7面
  - 画文帯神獣鏡1、三角縁神獣鏡1、変形画文帯神獣鏡1、変形四獣鏡4

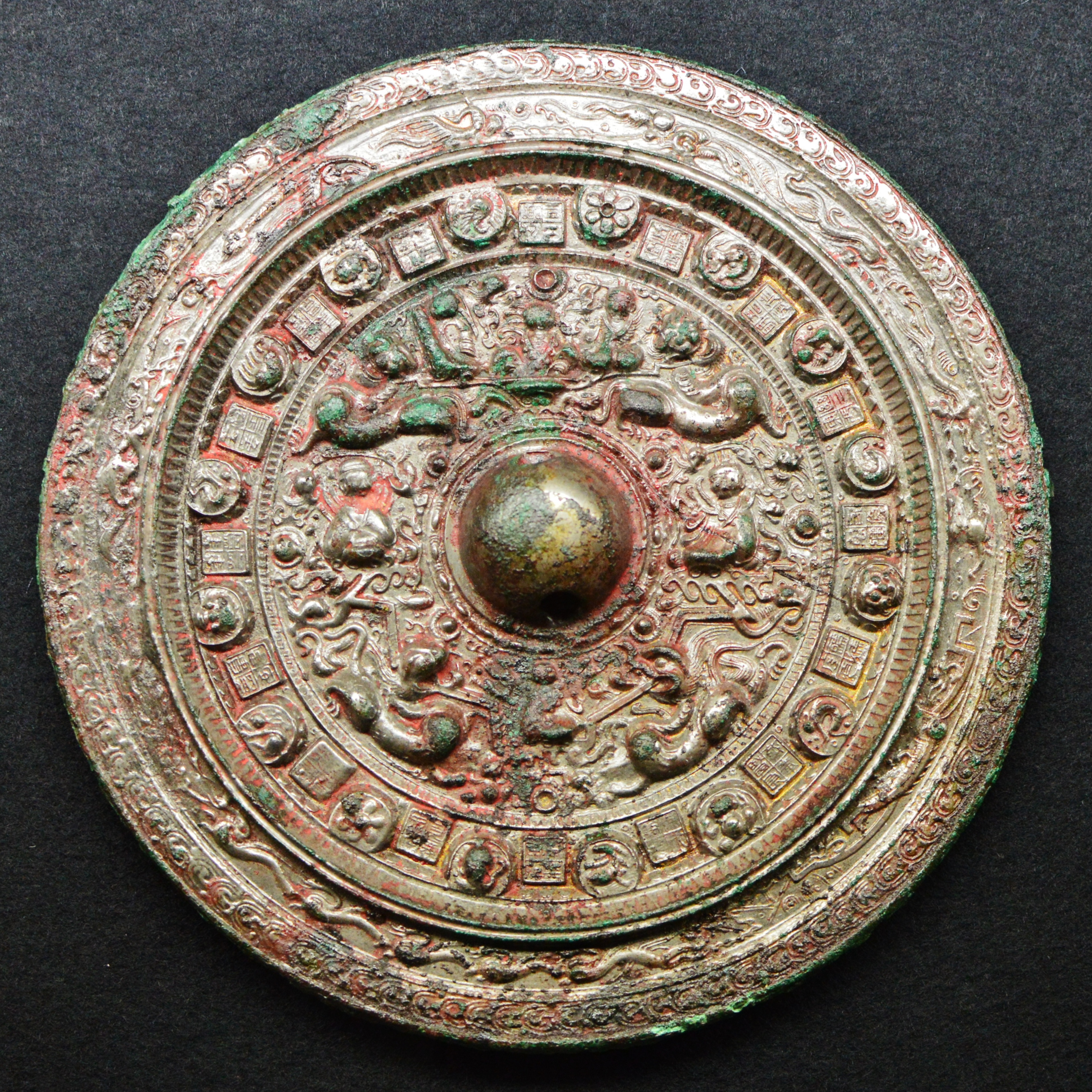
画文帯同向式神獣鏡
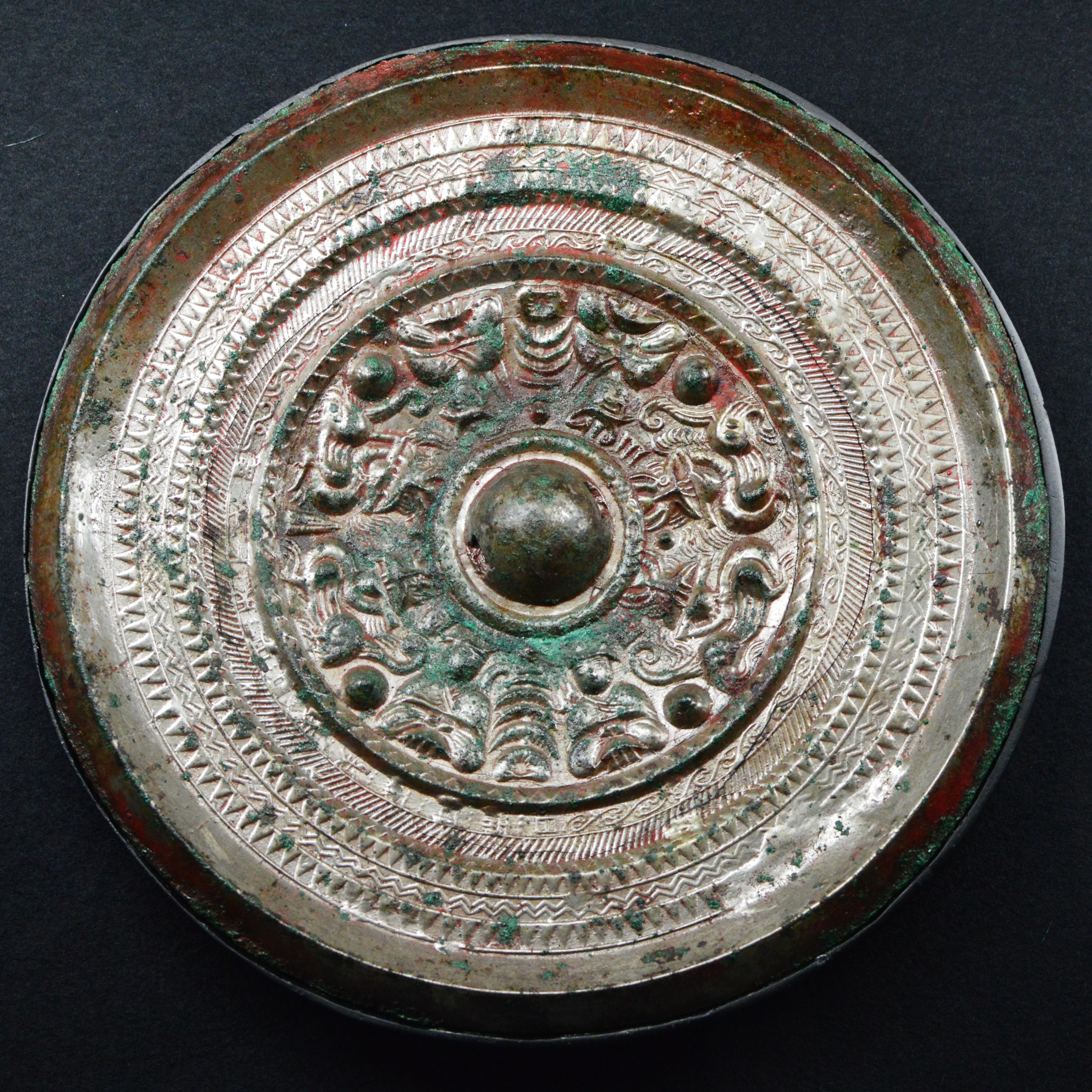
三角縁四神四獣鏡
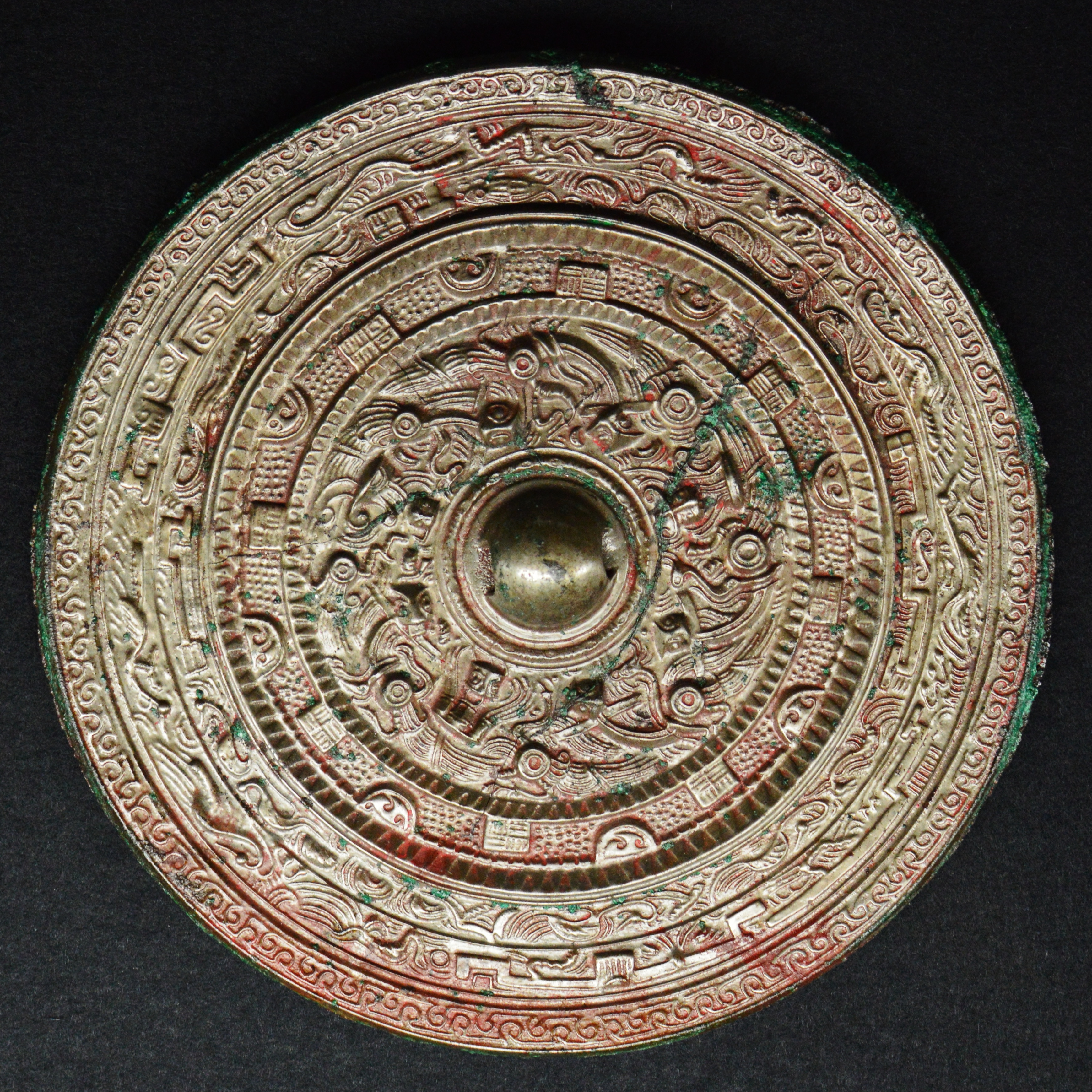
倣製画文帯環状乳神獣鏡
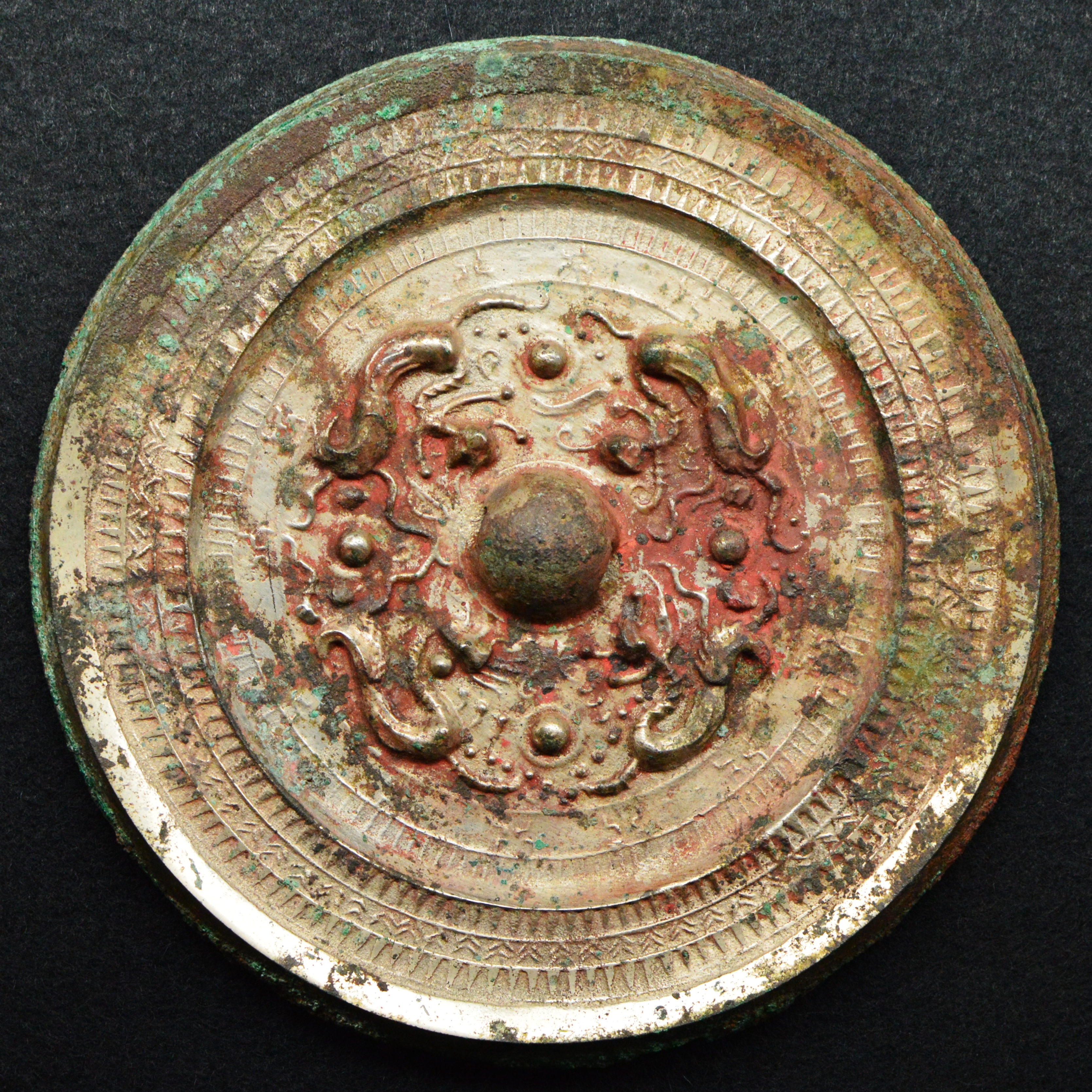
四獣形鏡
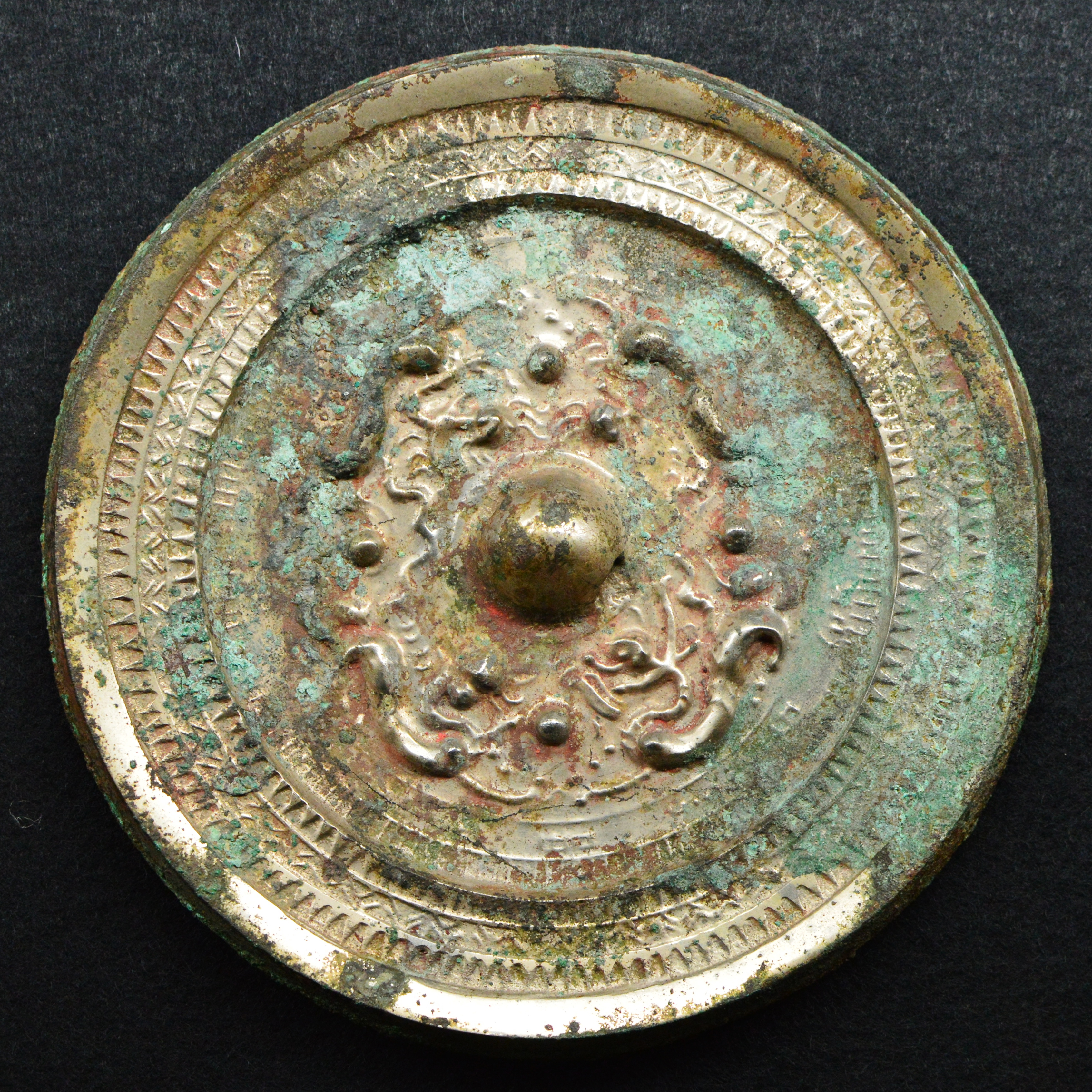
四獣形鏡
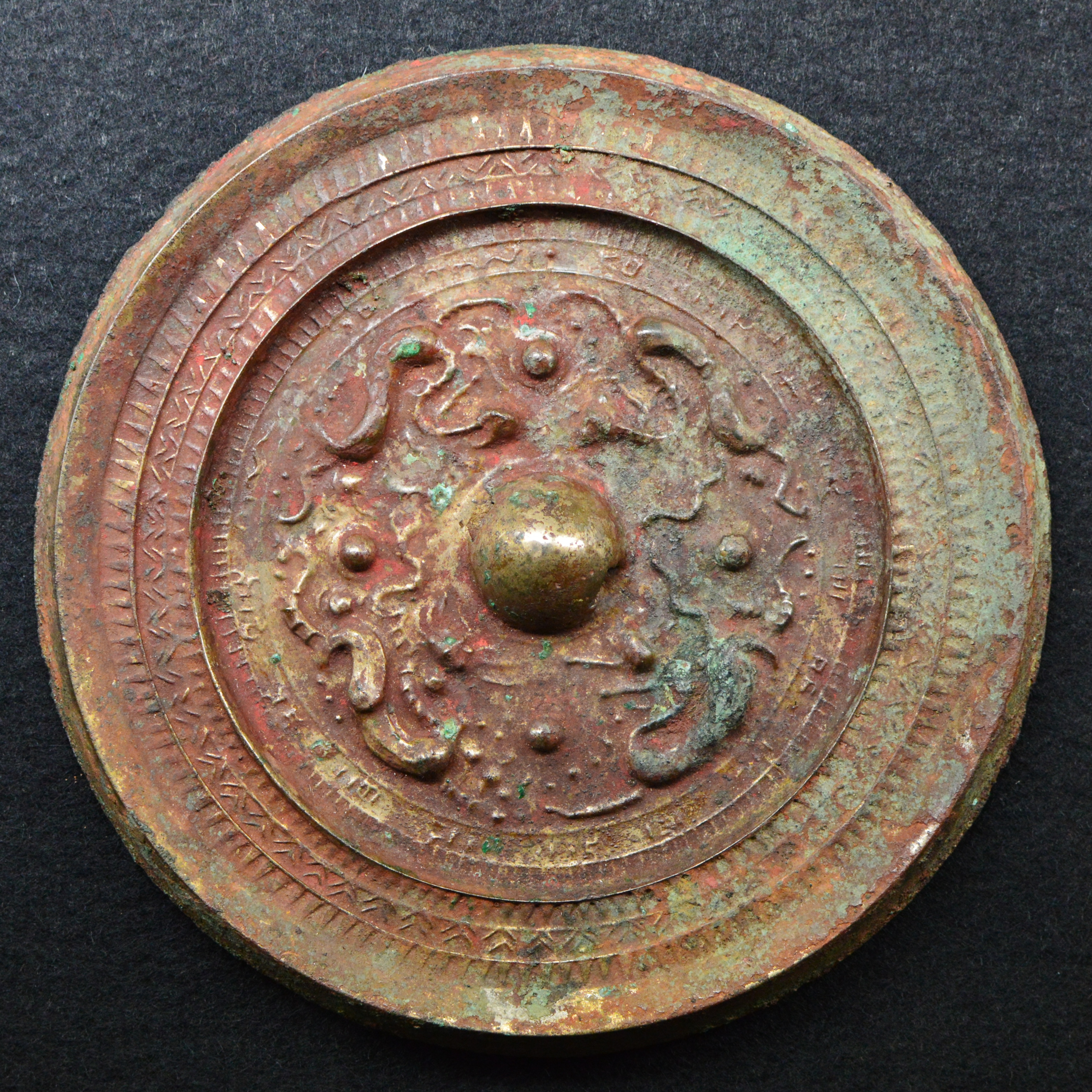
四獣形鏡
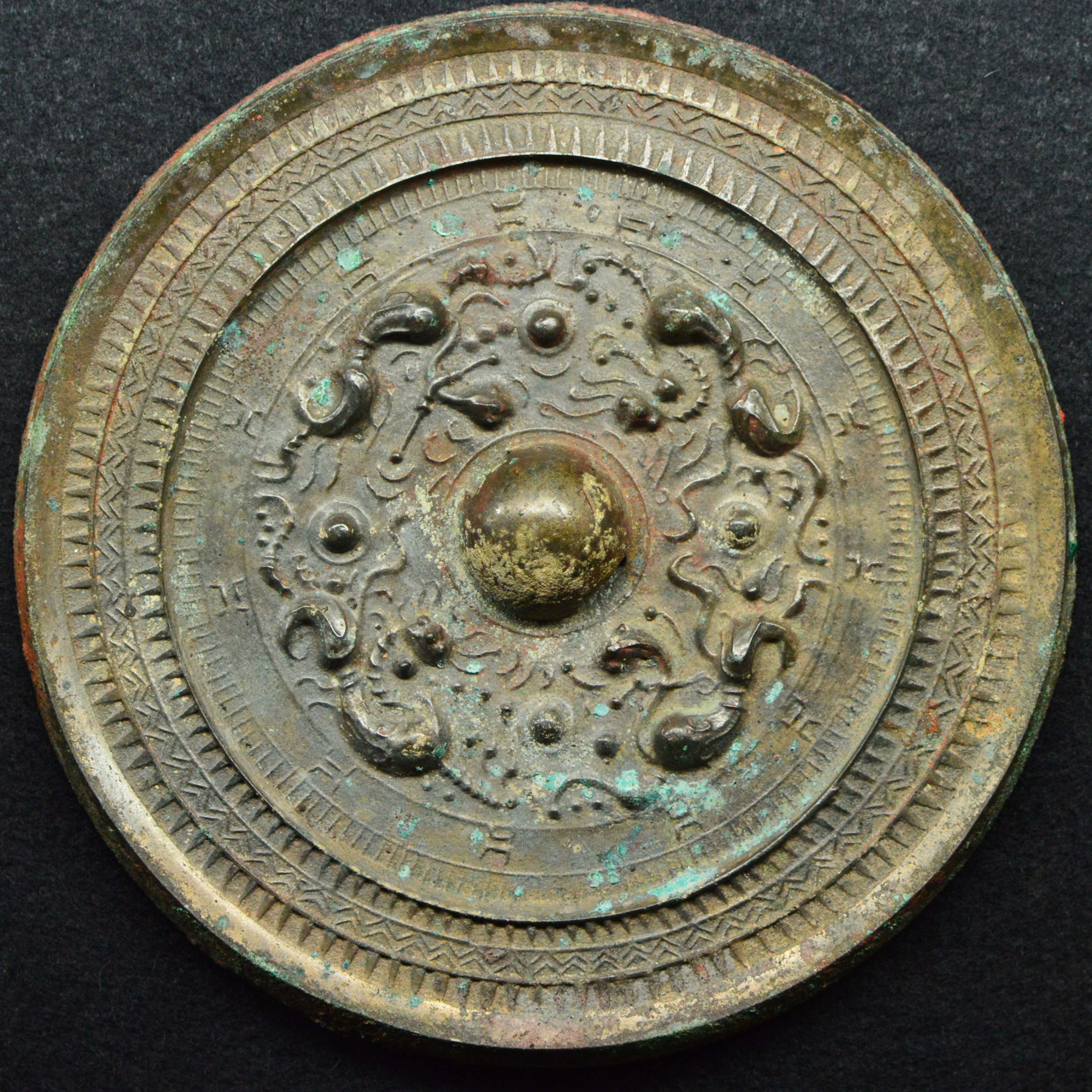
四獣形鏡

### 重要美術品の中国古代の青銅器
- 𠫑氏編鐘 - 戦国時代の青銅器12器。本来は14個セットの編鐘で、残り2点はカナダのロイヤルオンタリオ博物館に収蔵。
- 夔神鼓 - 殷時代
- 戈卣 - 殷時代
- 饕餮文瓿形卣 - 殷時代
- 犧首方尊 - 殷時代
- 鴟鴞尊 - 殷時代、全体でミミズクを表す
- 象形兕觥 - 殷時代
- 虎鎛 - 西周時代
- 虎卣 - 殷時代

### その他の文化財
- 石山切（貫之集巻下断簡） - 藤原定信筆 重要美術品
- 二条城行幸図屏風[3]
- 海棠目白図 - 伊藤若冲筆

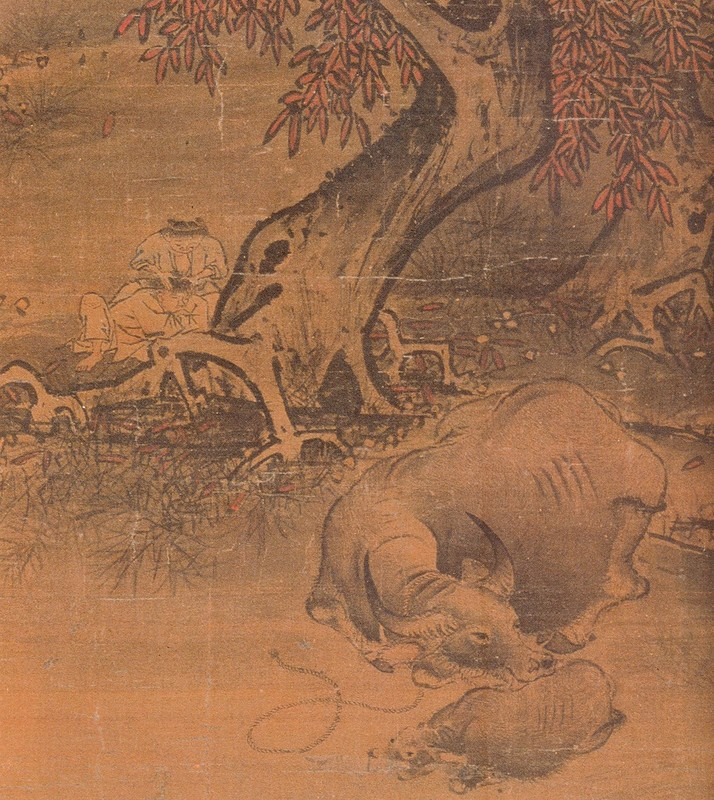
秋野牧牛図（部分）
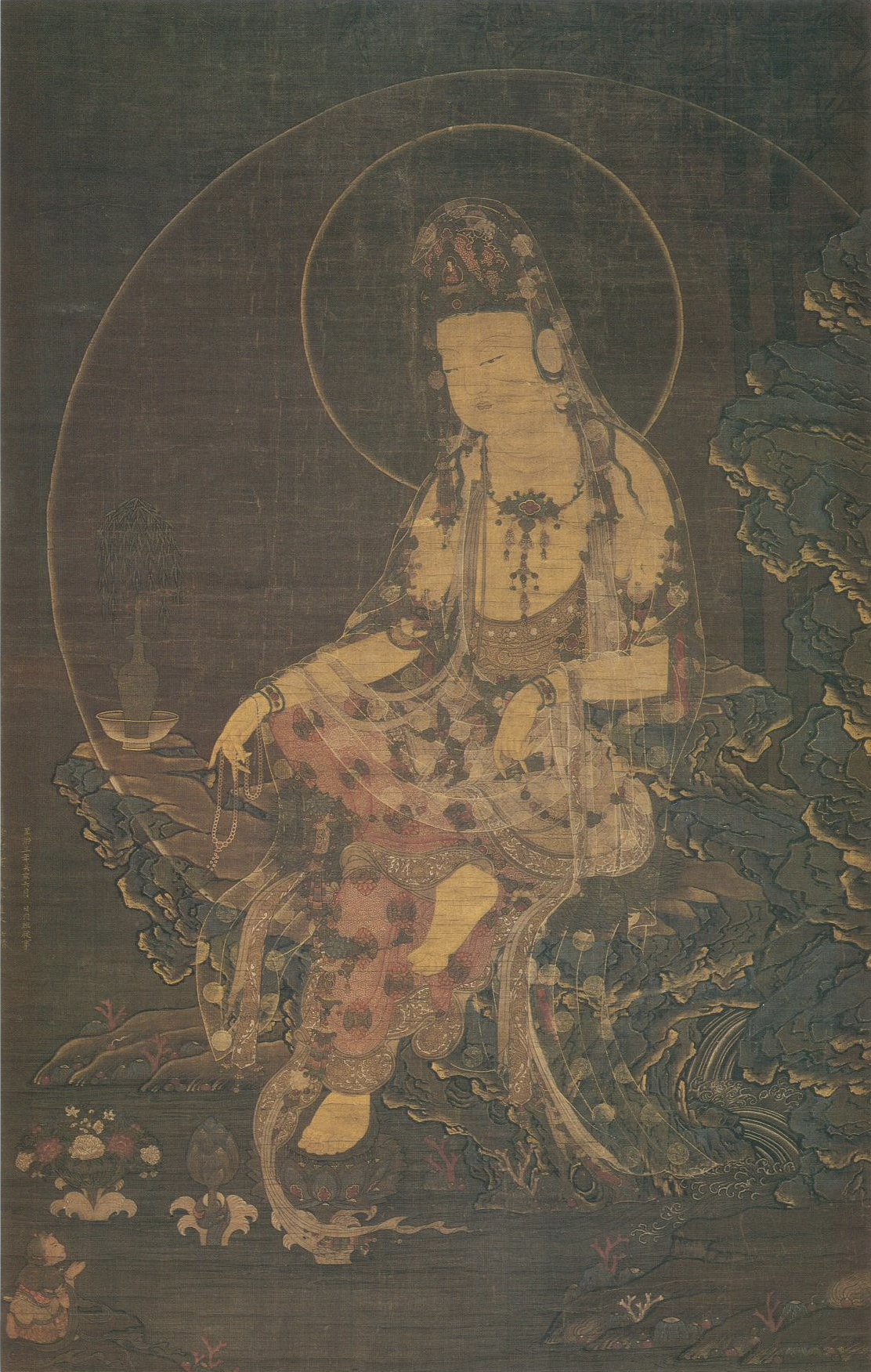
徐九方 楊柳観音像（高麗）
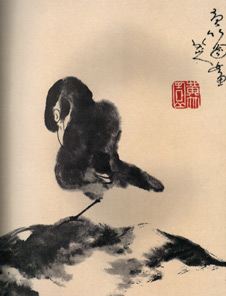
八大山人 山水花鳥図（安晩帖）より

## 建築概要
本館
- 設立 - 1960年。
- 設計 - 日建設計
- 延床面積 - 3,865m2
- 所在地 - 〒606-8431　京都府京都市左京区鹿ヶ谷下宮ノ前町24

泉屋博古館東京

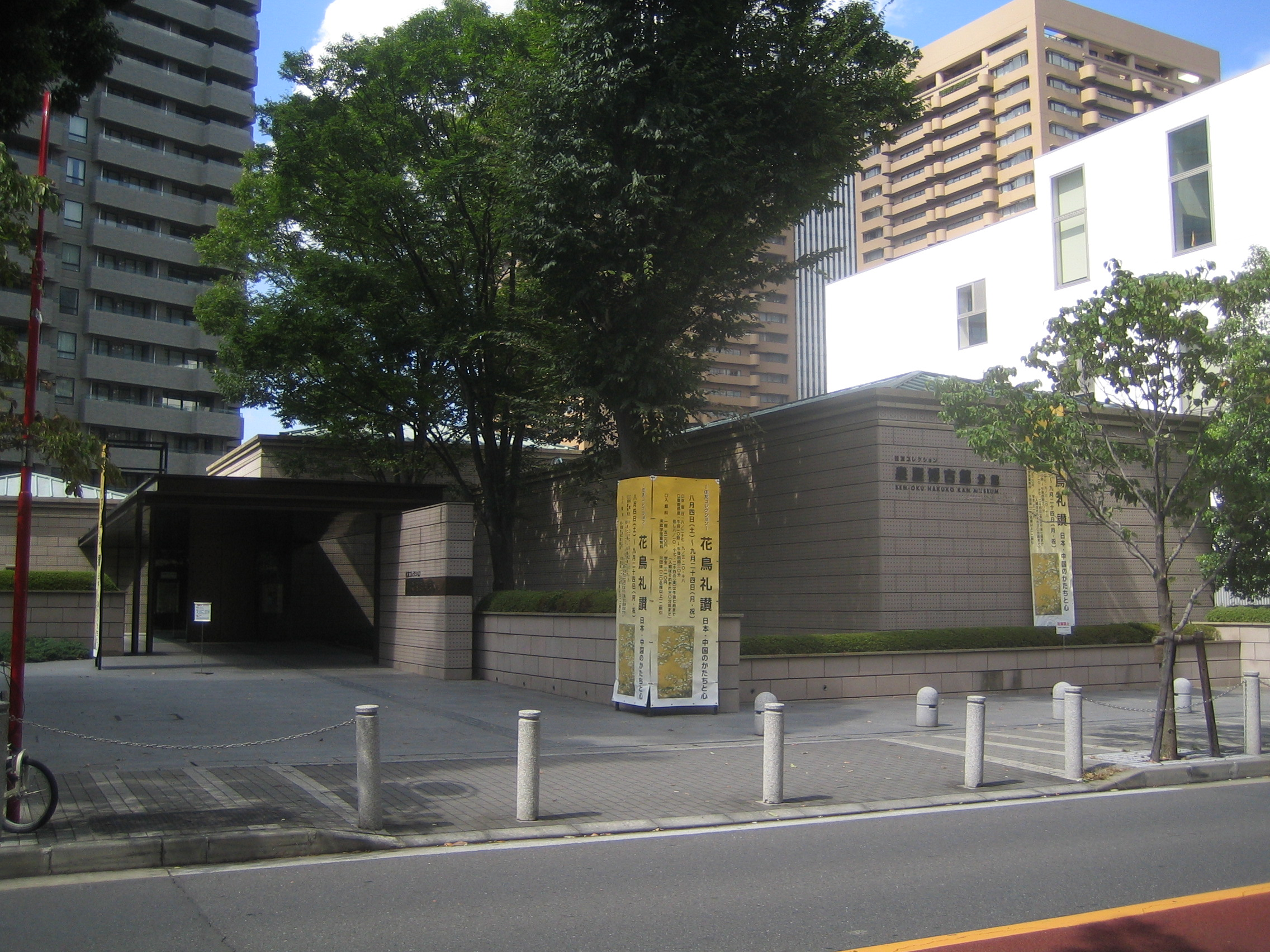
リニューアル前

- 設立 - 2002年。2022年3月リニューアルオープン。
- 設計 - 日建設計
- 施工 - 住友・錢高・大成特定建設工事共同企業体（※2002年当時）
- 延床面積 - リニューアル前：1,363m2、リニューアル後：1,740m2[4]
- 所在地 - 〒106-0032 東京都港区六本木1丁目5-1（北緯35度39分54.2秒 東経139度44分27.6秒・地図）

## 交通アクセス
本館
- 京都市営バス「宮ノ前町」（32系統）下車すぐ
- 京都市営バス「東天王町」（5・93・203・204系統）下車東へ徒歩4分

東京館
- 東京メトロ南北線 六本木一丁目駅1番出口より徒歩2分

## 外部サイト
- 泉屋博古館
  - 泉屋博古館東京